# Monte d'Alma
Il Monte d'Alma è una montagna toscana alta 560 metri e un'area naturale protetta.

## Area naturale protetta
Sul Monte d'Alma è presente un sito di interesse regionale (SIR), in parte compreso nella Riserva statale di Scarlino e nell'Area Naturale Protetta di Interesse Locale (ANPIL) “Costiere di Scarlino”. È proposto come sito di importanza comunitaria (pSIC) ed è in gran parte incluso nell'Oasi di protezione Padule e Costiere di Scarlino.

### SIR
Il SIR "Monte d'Alma" è caratterizzato da varie tipologie ambientali: un'estesa area boscata, in gran parte con scarso disturbo antropico, un'area umida relittuale di Pian d'Alma con valore significativo per specie rare di flora e di fauna e lembi di bosco planiziale. Tra le altre tipologie ambientali rilevanti figurano le coste rocciose, le aree agricole, le praterie annue e le garighe.
I principali elementi di criticità interni al sito sono: 
- In passato l'area è stata interessata da un forte sfruttamento delle formazioni forestali, la gestione effettuata in anni recenti ne ha favorito una diversificazione, con interventi presumibilmente adeguati agli obiettivi di conservazione del sito.
- Evoluzione della vegetazione (dovuta alla completa cessazione del pascolo) nelle residue aree con prati annui e garighe (ormai limitate quasi esclusivamente alle fasce tagliafuoco).
- Processi di interrimento e di bonifica delle aree umide di Pian d'Alma, in assenza di attività di gestione a fini di tutela.
- Attività venatoria nella zona umida di Pian d'Alma.
- Insufficienti conoscenze sulle emergenze naturalistiche, sull'assetto complessivo e sulle tendenze in atto per la zona umida di Pian d'Alma.
- Turismo balneare molto elevato, nei mesi primaverili ed estivi (particolarmente presente nell'area compresa nell'ANPIL, dove l'accesso è stato regolamentato recentemente).
- Strade con forte traffico veicolare nei mesi estivi.
- Rischio d'incendi.
- Rischio d'erosione costiera.
- Turismo escursionistico in aumento.

I principali elementi di criticità esterni al sito sono: 
- Tratti costieri confinanti con il sito interessati da turismo estivo di massa.
- Presenza di impianti di acquacoltura adiacenti alla zona umida di Pian d'Alma.

I principali obiettivi di conservazione e le principali misure di conservazione da adottare sono: 
1. Incremento del valore naturalistico delle formazioni forestali, favorendo l'aumento della maturità nelle stazioni più fresche e mantenendo una presenza significativa dei diversi stadi delle successioni (E).
2. Protezione delle coste sabbiose (E).
3. Conservazione delle aree residuali occupate da habitat di prateria e gariga (che costituiscono l'habitat di numerosi Rettili e sono utilizzate come aree di caccia dal biancone) (E).
4. Tutela e recupero della zona umida di Pian d'Alma (E).
5. Conservazione della continuità della matrice boscata (M).

Indicazioni per le misure di conservazione sono: 
- Verifica ed eventuale adeguamento della pianificazione forestale rispetto agli obiettivi di conservazione (E).
- Difesa dai processi di erosione costiera (misure da inquadrare nel Piano regionale della costa) (E).
- Misure contrattuali o gestionali (nelle aree di proprietà regionale) per la conservazione degli habitat di prateria e gariga (E).
- Miglioramento delle conoscenze sugli aspetti naturalistici, idrologici e gestionali della zona umida di Pian d'Alma e successiva definizione e attuazione delle misure di conservazione opportune, inclusi eventuali interventi per favorire l'ampliamento degli ambienti umidi (E).
- Controllo di eventuali opere che possano favorire un aumento dell'antropizzazione dell'area (E).

## Flora
I rilievi collinari costieri, che costituiscono la principale ambiente del sito, sono quasi interamente coperti da boschi di leccio e macchia mediterranea e, nelle esposizioni più fresche, da boschi di latifoglie decidue e castagneti da frutto, con alcune zone aperte (pascoli e seminative estensivi).

## Fauna
La fauna del Monte d'Alma non è ben studiata, ma è comunque caratterizzata da specie di notevole importanza come il biancone (Circaetus gallicus), che usa praterie e garighe come aree di caccia, costituendo l'habitat naturale di numerosi Rettili.
Sono inoltre presenti specie minacciate di uccelli legate alle praterie secondarie.
Tra le segnalazioni più recenti compare il gatto selvatico (Felis silvestris).
Presenza del lepidottero Euplagia quadripunctaria.